# Gosnell
Gosnell é uma cidade localizada no estado americano de Arkansas, no Condado de Mississippi.

## Demografia
Segundo o censo americano de 2000, a sua população era de 3968 habitantes.
Em 2006, foi estimada uma população de 3736, um decréscimo de 232 (-5.8%).

## Geografia
De acordo com o United States Census Bureau, a localidade tem uma área de 4,3 km², sem área coberta por água.

## Localidades na vizinhança
O diagrama seguinte representa as localidades num raio de 24 km ao redor de Gosnell.